# Maydan Shahr
Maydan Shahr (Maidan / Maydan / Meydan / Meydan / Meydân Chahr / Shahr) est la capitale de la province de Wardak en Afghanistan à une vingtaine de kilomètres au sud de Kaboul.